# Dolmen von Kerno

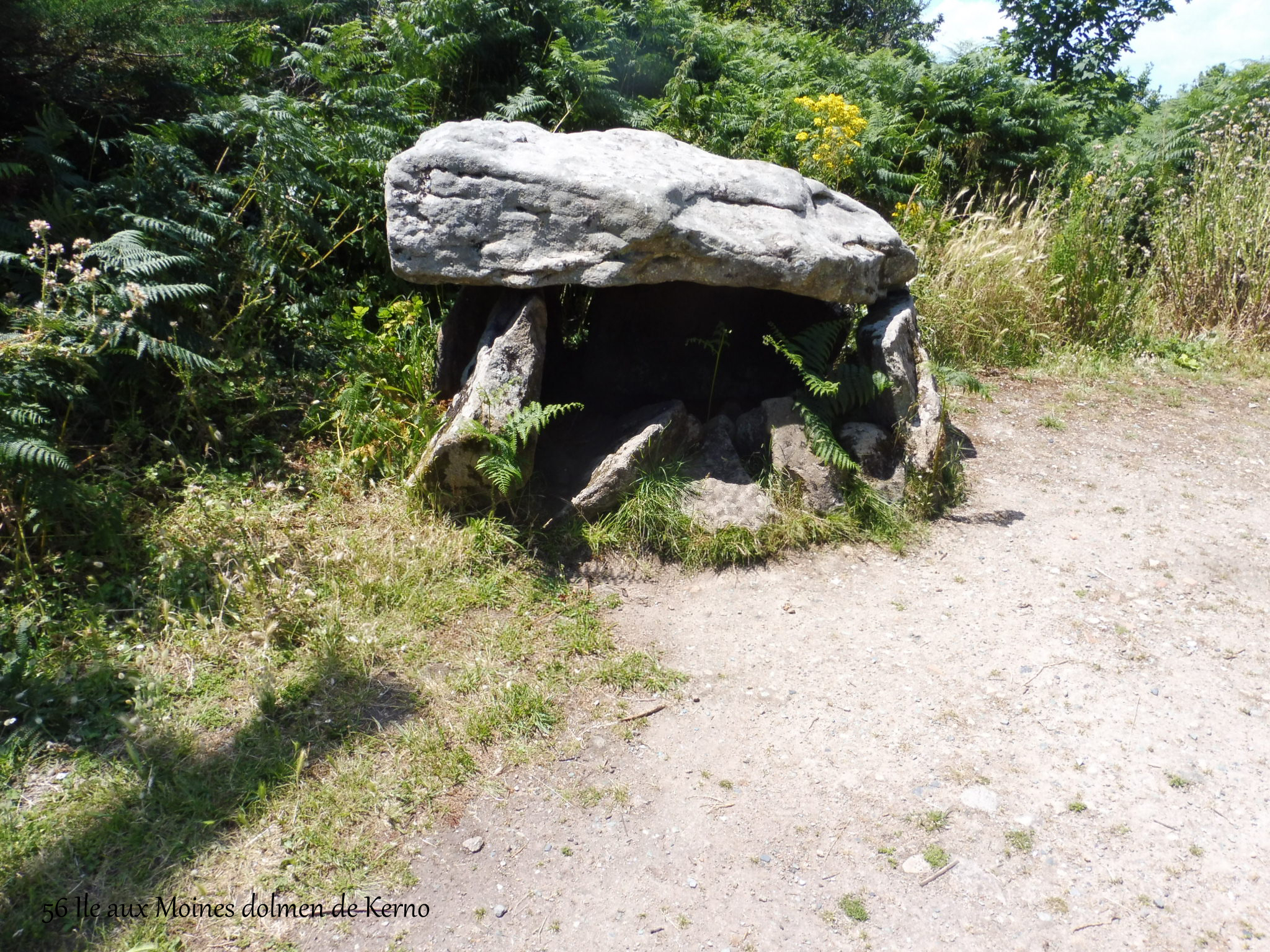
Dolmen von Kerno

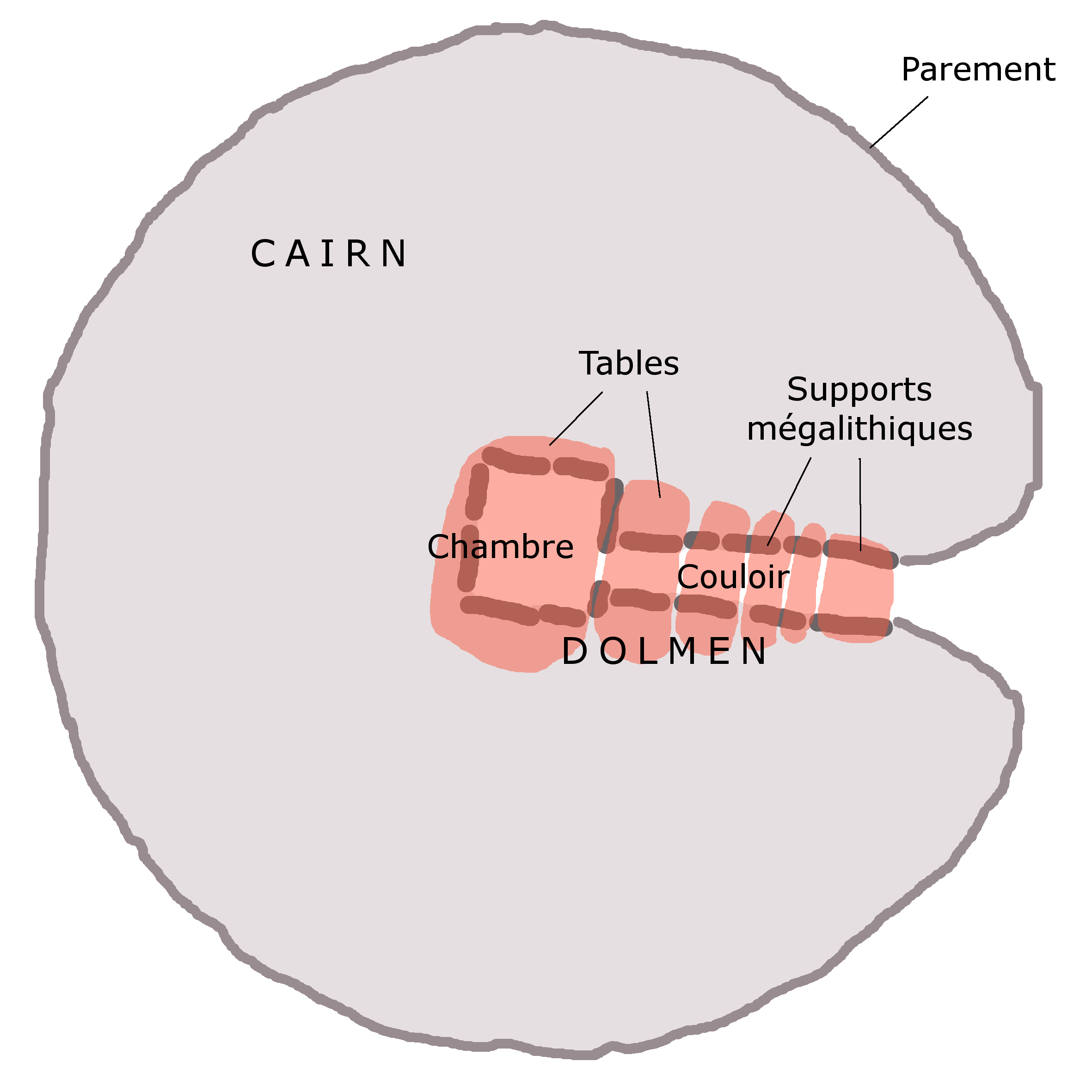
Idealtypischer „Dolmen mit Gang“ hier im Tumulus

Der Dolmen von Kerno liegt mittig auf der Île-aux-Moines (deutsch „Insel der Mönche“ – bretonisch Izenah) im Golf von Morbihan im Département Morbihan, in der Bretagne in Frankreich. Dolmen ist in Frankreich der Oberbegriff für Megalithanlagen aller Art (siehe: Französische Nomenklatur).
Der Nordwest-Südost orientierte „Dolmen à couloir“ von Kerno besteht aus vier Tragsteinen, einer in situ aufliegenden, jedoch abgebrochenen Deckenplatte und drei niedrigen Steinen auf der Zugangsseite. Die kleine, etwa quadratische Megalithanlage  misst innen etwa 1,2 × 1,3 m  und ist 0,6 m hoch.
Die Île-aux-Moines ist mindestens seit dem Neolithikum bewohnt. Beleg dafür sind vier Dolmen (Kerno, Perhap und die Dolmen von Pen-Nioul an der Pointe de Nioul); ein Menhir (bei Brouel) und ein Steinkreis (Cromlech).
Etwa 500 m südlich nahe der Rue du Dolmen, steht der Menhir von Kerno.